# Armene
Armene — род богомолов из семейства Gonypetidae. Мелкие богомолы, распространенные в Центральной Азии. Описано 7 видов.

## Внешний вид и строение
Мелкие богомолы с большой головой и поперечным лобным щитком. Переднеспинка почти квадратная, чуть длиннее ширины, уплощенная. Бедра передних ног сильно утолщены, бороздка для когтя голени тянется к основанию бедра. На передних голенях имеются 11 наружных шипов. Основной членик задней лапки чуть короче всех остальных члеников вместе.
Передний край передних крыльев без ресничек, задние крылья длинные у самцов и самок, за исключением короткокрылого горного вида A. breviptera.

## Ареал
Обитают в сухих степях Центральной Азии. Armene breviptera из Бадахшанского района Таджикистана обитает на высоте 2300—2700 м над уровнем моря, а одна оотека была найдена даже на высоте 3700 м. Эти богомолы живут на сухих горных лугах без кустов и деревьев.

## Виды
К роду принадлежат 7 видов:
- Armene breviptera Lindt, 1963
- Armene fanica Lindt, 1973
- Armene griseolata Lindt, 1973
- Armene hissarica Lindt, 1973
- Armene pusilla Eversmann, 1854
- Armene robusta Mistshenko, 1956
- Armene silvicola Lindt, 1976

Вид Armene pusilla внесён в красную книгу Челябинской области РФ.